# ブルーコスモス
ブルーコスモス（Blue Cosmos）は、アニメ『機動戦士ガンダムSEED』『機動戦士ガンダムSEED DESTINY』に登場する架空のイデオロギー及びその信奉者の諸集団の総称。

## 概要
アニメ作品『機動戦士ガンダムSEED』においては第8話においてキャラクターの口頭でその存在が示唆され、活動する構成員は第19話（リマスター版18話）から描写される。
同作の公式年表を製作した吉野弘幸によって設定された。吉野はインタビューに際し、当初は作品世界が戦争状態に移っていくきっかけとなるテロリスト集団として設定されたものだが、後にストーリー展開において地球連合軍以外の敵が必要となった事から本編に登場したと語っている。

## 作中の設定
反プラント、反コーディネイター思想主義者やその団体の総称。元はアズラエル財団が後援していた環境保護団体であったが、CE15年にコーディネイター技術が明らかになると反意を表明。CE40年になるとキリスト教やイスラム教といった旧宗教の原理主義者も取り込み、武装団体として発展していった。
スローガンは、「青き清浄なる世界のために」（あおきせいじょうなるせかいのために）。CE68年には末端の自称も含めれば数十万人規模となっており、その活動内容は政治ロビー団体から反コーディネイターのテロまで多岐にわたる。構成員の国籍、年齢、職業はさまざまであり、社会のあらゆる団体に支持者が存在し、各国の政財界や軍部にも根を張っている。また、構成員にはコーディネイターでありながら親によって定められた自身の遺伝的形質を憎み、ブルーコスモスへと参加する者も存在する。
ブルーコスモス主義者の内、政治面で特に有力な人物を「盟主」と呼び、C.E.71年までは国防産業連合の理事ムルタ・アズラエルが盟主であったが、第二次ヤキン・ドゥーエ攻防戦で死亡したため、C.E.72年頃からはロード・ジブリールが新盟主となる。
政財界に強い影響力を持つロゴスのバックボーンを得ており、両者が結託すればマスメディアや政界を動かし、短期間のうちに反コーディネイター世論を形成する事さえ可能としている。

## 劇中での動向
機動戦士ガンダムSEED
地球連合軍の本格的プラント攻撃はC.E.70年の「血のバレンタイン事件」により開始された。その際、核ミサイルを独断で艦隊に運び込んだ地球連合軍の士官はブルーコスモス賛同者であるとされる。漫画版機動戦士ガンダムSEED Reの描写ではウィリアム・サザーランド。
また、C.E.71年5月12日にはザフトのJOSH-A侵攻作戦中にウイリアム・サザーランドを筆頭とするブルーコスモス賛同者の将兵によってユーラシア連邦艦隊を囮としたJOSH-A自爆作戦が実施されている。
最終局面におけるエルビス作戦の目的もプラントの攻略と制圧を全面的核攻撃によるプラントの破壊と殲滅という厳しい手段で達成しようとした。
PHASE-14では人間への遺伝子操作により生み出されるコーディネイターの生命倫理違反を糾弾するプラカードを掲げたデモ行進等、市民運動を行う場面も存在する。
また、本編開始前のユーレン・ヒビキ博士のスーパーコーディネイター計画に関しては明確な情報を得ていた模様であり、ヒビキ博士と共にスーパーコーディネイター唯一の成功作であるキラ・ヤマトは誕生してすぐに「最大の標的」として、その命を付け狙っていたとされる。
機動戦士ガンダムSEED DESTINY
第二次ヤキン・ドゥーエ攻防戦後、盟主を失って弱体化したかのように見えたが、ブルーコスモス賛同者による比較的小規模なテロについては、なかなか歯止めがかからないのがC.E.73年の世界における状況であった。地球軍内部にファントムペインという直属独立部隊を配置している。なお、プラント最高評議会議長ギルバート・デュランダルの演説によって民衆の蜂起が起き、「母体」だとされるロゴス共々最終的には壊滅させられた。
『スペシャルエディションI 砕かれた世界』冒頭ではマスコミから「ブルーコスモス系」と報じられる反ザフト軍ゲリラも存在している。
機動戦士ガンダムSEED ASTRAY
武装ゲリラとして、プラントの首都アプリリウスにまで侵入し、はねクジラの破壊をもくろむが未遂に終わっている。しかし、その直後完全武装のメビウス12機とその母艦であるネルソン級戦艦をプラントへ差し向けた。
ロウ・ギュール達が北アフリカの砂漠地帯に落着した際には、マーチン・ダコスタもろとも葬り去ろうとした。ジョージ・グレン以外のコーディネイターを偽者と定義しているジョージ・グレン友の会のモンドからはブルーコスモスについて具体的理由は説明せぬものの「哲学の無い連中」とレッテルを貼っており、山吹樹里からも「アブナイ連中」と言われている。
機動戦士ガンダムSEED C.E.73 STARGAZER
スウェン・カル・バヤンが幼少時、両親をテロで失った後に引き取られた施設で、スウェンも含め幼い子供が電極を取り付けられ、「コーディネイターを抹殺しよう」とバイオフィードバックによる洗脳が行われた。また、MS操縦訓練をムルタ・アズラエルが訪問・視察しているシーンがある。
機動戦士ガンダムSEED FREEDOM
支援組織ともいえるロゴスの壊滅やその盟主であるロード・ジブリールの死によって完全なテロリストとして堕ちてしまい、現時点で実質的な指導者である地球連合軍のミケール大佐の指示により、生還すら考慮しない特攻によるゲリラ的な殲滅戦を各所で繰り返している。さらにエルドア地区での戦いでは、避難してきた一般人に爆弾を背負わせて自爆攻撃を仕掛けるなど、非人道的な戦略を取っている。そして、ブラックナイトスコードの策略でユーラシア連邦より発射された核ミサイルにてエルドアの砦ごと壊滅し、ミケール大佐も死亡した。その後の動向·消息は不明。